# Asparagus asiaticus
Asparagus asiaticus là một loài thực vật có hoa trong họ Măng tây. Loài này được L. mô tả khoa học đầu tiên năm 1753.